# 회전하는 구체
아이작 뉴턴의 회전하는 구체 논증(rotating spheres argument)은 두 개의 동일한 구체를 연결하는 끈의 장력을 관찰함으로써 진정한 회전 운동을 정의할 수 있음을 입증하려고 시도했다.

## 같이 보기
- 절대 공간과 시간